# Kevin Séraphin
Kevin Séraphin (Caienna, 7 dicembre 1989) è un ex cestista francese, di ruolo ala grande e centro.

## Carriera

### Europa (2007-2010)

#### Cholet (2007-2010)
Dopo aver giocato nelle giovanili del Cholet, fece il salto in prima squadra nel dicembre 2007. Rimase nella società francese per 3 anni. Nel 2010 vinse il Campionato francese e il premio di Most Improved Player.

### NBA (2010-2017)

#### Washington Wizards (2010-2015)
Il 25 giugno 2010 Séraphin venne selezionato al Draft NBA 2010 come 17ª scelta assoluta dai Chicago Bulls, che successivamente il 9 Luglio dello stesso anno lo cedettero via trade insieme a Kirk Hinrich agli Washington Wizards in cambio dei diritti su Uladzimir Verameenka. Il 1º Agosto firmò il proprio contratto da rookie con gli Wizards.
Agli Wizards rimase per 5 anni, in cui giocò 326 partite, ma poche volte fu titolare (solo 31 volte partì nel quintetto base in 5 anni). L'11 aprile 2012, in una delle poche partite in cui partì titolare mise a segno il suo career-high points segnando 24 punti nella gara interna contro gli Orlando Magic, vinta dalla squadra capitolina per 93-85. Con gli Wizards giocò anche 10 gare di playoff (4 nel 2014 e 6 nel 2015), di cui nessuna da titolare.

#### New York Knicks (2015-2016)
Il 7 agosto 2015 firma un contratto annuale con i New York Knicks. Con i Knicks Seraphin giocò (come da contratto) una stagione in cui in 48 partite (nessuna da titolare), tenne di media 3,9 punti, 1 assist e 2,6 rimbalzi in 11 minuti di media a partita.

#### Indiana Pacers (2016-2017)

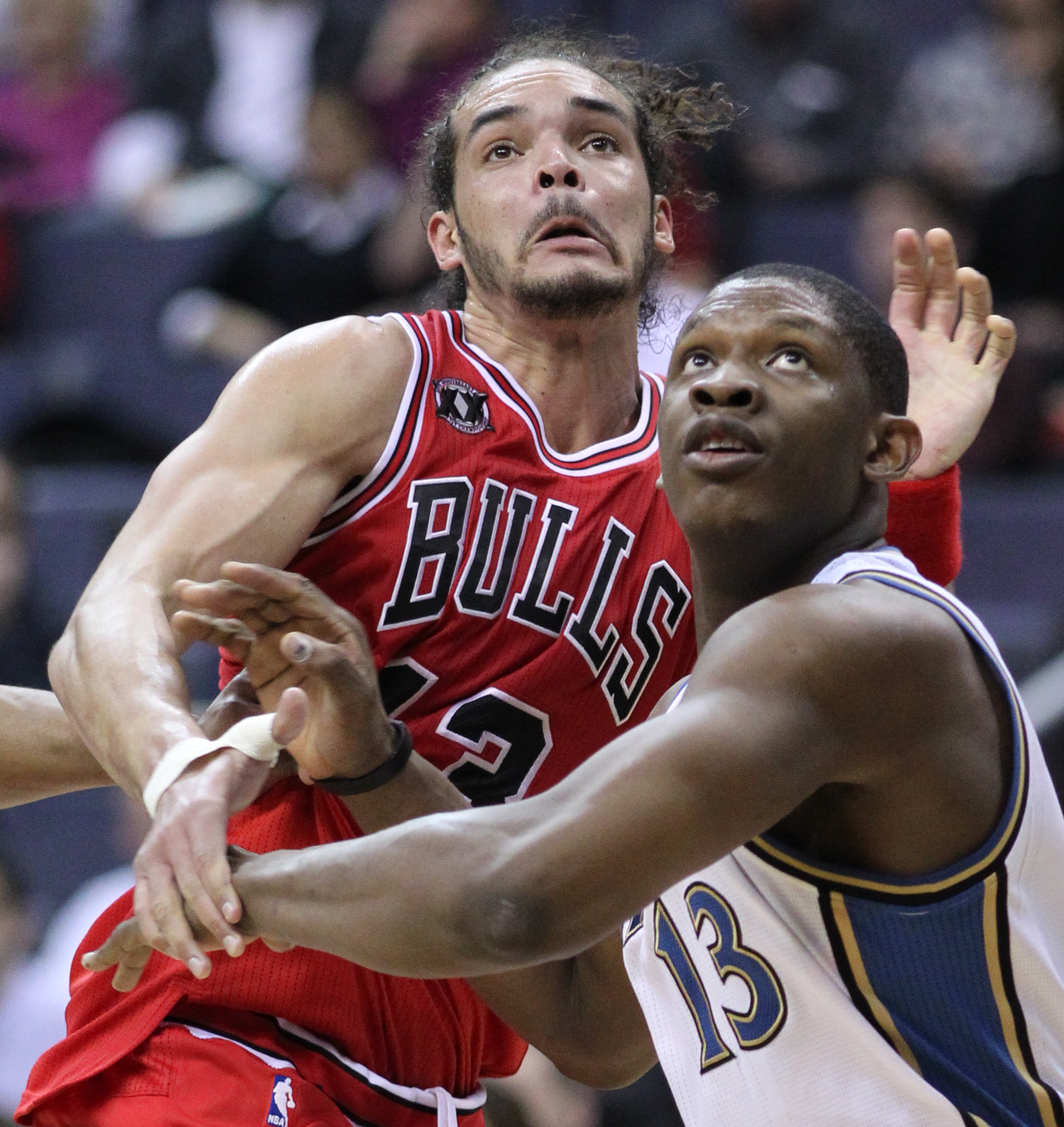
Seraphin (destra) ai tempi di Washington a contrasto col connazionale Joakim Noah (sinistra), all'epoca dei Chicago Bulls

Il 3 settembre 2016 firmò con gli Indiana Pacers un contratto biennale da 3,6 milioni di dollari, rifiutando offerte più ricche provenienti dall'Europa (tra cui una del Barcellona con cui tra l'altro c'era anche l'accordo). Il 12 gennaio 2017, nella gara giocata in Inghilterra a Londra e persa per 140-112, Séraphin segnò 10 punti in 20 minuti partendo dalla panchina. Il 7 aprile 2017 segnò 11 punti (prendendo anche 7 rimbalzi) in uscita dalla panchina nella gara vinta 104-89 in casa contro i Milwaukee Bucks. L'11 aprile 2017 si rivelò decisivo per i Pacers nella gara vinta in trasferta per 120-111 contro i Philadelphia 76ers in quanto segnò 17 punti in uscita dalla panchina (conditi anche da 6 rimbalzi) contribuendo così alla vittoria della sua squadra. Alla fine della stagione i Pacers arrivarono ai playoffs da settimi con un record di 42 vittorie e 40 sconfitte. In post-season al primo turno la squadra di Indianapolis incontrò i Cleveland Cavaliers campioni in carica. In gara-3, Séraphin segnò 11 punti in 17 minuti (oltre che 5 rimbalzi, 1 stoppata e 3 assist); tuttavia i punti non servirono ai Pacers che buttarono via un vantaggio di 26 punti vedendosi rimontati dai Cavs che vinsero per 119-114 a Indianapolis con una grandissima prestazione del loro leader e stella LeBron James con 41 punti, 12 assist e 13 rimbalzi (tripla-doppia). Quella gara portò la serie sul 3-0 per Cleveland, che poi vinse anche la gara successiva per 106-102 vincendo così la serie per 4-0. Séraphin nella serie giocò tutte e 4 le partite da riserva di Myles Turner.
Il 31 luglio 2017 venne tagliato dai Pacers.

### Ritorno in Europa (2017-)
Il 4 agosto 2017, Seraphin firma un contratto biennale con il Barcellona.

## Statistiche

### NBA

#### Regular Season
| Anno      | Squadra        | PG  | PT | MP   | TC%  | 3P% | TL%  | RP  | AP  | PRP | SP  | PP  |
| --------- | -------------- | --- | -- | ---- | ---- | --- | ---- | --- | --- | --- | --- | --- |
| 2010-2011 | Wash. Wizards  | 58  | 1  | 10,9 | 44,9 | 0,0 | 71,0 | 2,6 | 0,3 | 0,3 | 0,5 | 2,7 |
| 2011-2012 | Wash. Wizards  | 57  | 21 | 20,6 | 53,1 | 0,0 | 67,1 | 4,9 | 0,6 | 0,3 | 1,3 | 7,9 |
| 2012-2013 | Wash. Wizards  | 79  | 8  | 21,9 | 46,1 | 0,0 | 69,3 | 4,4 | 0,7 | 0,3 | 0,7 | 9,1 |
| 2013-2014 | Wash. Wizards  | 53  | 1  | 10,9 | 50,5 | 0,0 | 87,1 | 2,4 | 0,3 | 0,1 | 0,5 | 4,7 |
| 2014-2015 | Wash. Wizards  | 79  | 0  | 15,6 | 51,3 | 0,0 | 70,7 | 3,6 | 0,7 | 0,1 | 0,7 | 6,6 |
| 2015-2016 | N.Y. Knicks    | 48  | 0  | 11,0 | 41,0 | 0,0 | 82,6 | 2,6 | 1,0 | 0,2 | 0,8 | 3,9 |
| 2016-2017 | Indiana Pacers | 49  | 3  | 11,4 | 55,1 | 0,0 | 63,6 | 2,9 | 0,5 | 0,1 | 0,4 | 4,7 |
| Carriera  | Carriera       | 423 | 34 | 15,2 | 48,9 | 0,0 | 71,5 | 3,5 | 0,6 | 0,2 | 0,7 | 5,9 |

#### Play-off
| Anno     | Squadra        | PG | PT | MP   | TC%  | 3P% | TL%  | RP  | AP  | PRP | SP  | PP  |
| -------- | -------------- | -- | -- | ---- | ---- | --- | ---- | --- | --- | --- | --- | --- |
| 2014     | Wash. Wizards  | 4  | 0  | 1,5  | 0,0  | 0,0 | 0,0  | 0,5 | 0,0 | 0,0 | 0,0 | 0,0 |
| 2015     | Wash. Wizards  | 6  | 0  | 12,0 | 48,4 | 0,0 | 50,0 | 3,2 | 0,3 | 0,3 | 0,2 | 5,5 |
| 2017     | Indiana Pacers | 4  | 0  | 14,8 | 46,2 | 0,0 | 71,4 | 3,5 | 1,0 | 0,0 | 0,5 | 7,3 |
| Carriera | Carriera       | 14 | 0  | 9,8  | 45,0 | 0,0 | 61,5 | 2,5 | 0,4 | 0,1 | 0,2 | 4,4 |

### Eurolega
| Anno      | Squadra        | PG | PT | MP   | TC%  | 3P% | TL%  | RP  | AP  | PRP | SP  | PP   |
| --------- | -------------- | -- | -- | ---- | ---- | --- | ---- | --- | --- | --- | --- | ---- |
| 2011-2012 | Saski Baskonia | 7  | 5  | 19,2 | 55,1 | -   | 80,0 | 5,0 | 0,6 | 0,4 | 1,0 | 8,9  |
| 2017-2018 | Barcellona     | 15 | 14 | 20,3 | 57,9 | 0,0 | 65,5 | 4,9 | 0,9 | 0,3 | 0,9 | 12,1 |
| 2018-2019 | Barcellona     | 27 | 2  | 14,1 | 63,2 | -   | 78,6 | 3,6 | 0,5 | 0,2 | 0,4 | 8,3  |
| Carriera  | Carriera       | 49 | 21 | 16,7 | 59,9 | 0,0 | 72,0 | 4,2 | 0,6 | 0,3 | 0,6 | 9,6  |

## Palmarès
- Campionato francese: 1

Cholet: 2009-10
- Copa del Rey: 2

Barcellona: 2018, 2019
- Liga catalana: 1

Barcellona: 2017